# Celleporaria repens
Celleporaria repens är en mossdjursart som först beskrevs av Canu och Bassler 1929.  Celleporaria repens ingår i släktet Celleporaria och familjen Lepraliellidae. Inga underarter finns listade i Catalogue of Life.